# Аттал (отец Аттала I)
Атта́л (др.-греч. Άτταλος; III век до н. э.) — отец первого царя Пергама Аттала I.

## Биография
Со слов Страбона и Павсания следует, что Аттал был братом Филетера. Однако эпиграфические данные свидетельствуют, что Аттал являлся племянником основателя династии, сыном его брата с тем же именем. Имя матери Аттала неизвестно. По замечанию Климова О. Ю., к началу нашей эры Аттал был, по сути, забыт.
Женой Аттала стала Антиохида, происходящая из селевкидского царского дома, хотя и боковой его ветви. По предположению Я. Зайберта, Селевкиды на тот момент могли не располагать иной подходящей кандидатурой. Этот брак был заключен, видимо, по инициативе дяди Аттала, желающего упрочить отношения с могущественными сирийскими царями, которые, в свою очередь, были заинтересованы в обеспечении верности со стороны бывшего хранителя казны Лисимаха. Некоторые учёные относят это событие к 283 году до н. э. — когда Филетер признал свою зависимость от Селевка, другие говорят про период 276—274 гг., когда преемник Селевка Антиох I находился в Сардах.
У Аттала и Антиохиды в 269 года до н. э. родился Аттал I, который после смерти своего двоюродного дяди Эвмена I, будучи им усыновлённым, стал следующим пергамским правителем и впервые в истории династии принявшим царский титул.
По версии О. Ю. Климова и О. Л. Габелко, скорее всего, Аттал рано умер.